# Їржі Парма
Їржі Парма (нар. 9 січня 1963) — чехословацький / чеський колишній стрибун на лижах.

## Біографія
Їржі Парма народився 9 січня 1963 року.
На зимових Олімпійських іграх 1992 року в Альбервілі виграв бронзову медаль у команді на великому пагорбі. Найбільші успіхи Парми мали на чемпіонаті світу з гірськолижного спорту в Північній Європі, де він заробив чотири медалі. Сюди входило одне золото (1987: Окремий звичайний пагорб), одне срібло (1993: Команда великий пагорб) і дві бронзи (1984, 1989: Команда великий пагорб).
Він також мав три індивідуальні перемоги в кубку світу (2 у 1984 році та 1 у 1985 році).

## Світовий кубок

### Турнірна таблиця
| Сезон   | Загалом | 4H     | SF                | JP                |
| ------- | ------- | ------ | ----------------- | ----------------- |
| 1980/81 | -       | 68     | Не застосовується | Не застосовується |
| 1982/83 | 27      | 25     | Не застосовується | Не застосовується |
| 1983/84 | 5       | 44     | Не застосовується | Не застосовується |
| 1984/85 | 5       | 10     | Не застосовується | Не застосовується |
| 1985/86 | 9       | 23     | Не застосовується | Не застосовується |
| 1986/87 | 9       | 17     | Не застосовується | Не застосовується |
| 1987/88 | 4       | </img> | Не застосовується | Не застосовується |
| 1988/89 | 15      | 37     | Не застосовується | Не застосовується |
| 1989/90 | 31      | 35     | Не застосовується | Не застосовується |
| 1990/91 | 29      | 22     | -                 | Не застосовується |
| 1991/92 | 15      | -      | 22                | Не застосовується |
| 1992/93 | 17      | 19     | -                 | Не застосовується |
| 1993/94 | 19      | 15     | -                 | Не застосовується |
| 1994/95 | 31      | 26     | 38                | Не застосовується |
| 1995/96 | 73      | -      | -                 | 71                |

### Перемагає
| Немає. | Сезон   | Дата                | Місцезнаходження    | Пагорб            | Розмір |
| ------ | ------- | ------------------- | ------------------- | ----------------- | ------ |
| 1      | 1983/84 | 14 січня 1984 року  | </img> Гаррачов     | Черняк K120       | LH     |
| 2      | 1983/84 | 6 березня 1984 р    | </img> Фалунь       | Lugnet K89        | NH     |
| 3      | 1984/85 | 5 березня 1985 року | </img> Örnsköldsvik | Paradiskullen K82 | NH     |